# 科威特进步运动
科威特进步运动（阿拉伯语：‎）是科威特的一个左翼政党。2011年，科威特民主论坛的“人民联盟党”派系以前者被新自由主义派系接管为由，另行建立科威特进步集团。后来，科威特进步集团改用现名。该党自称是1975年成立的人民联盟党的延续。